# Amira Mohamed Ali
Amira Mohamed Ali   (Hamburg, 16 de gener de 1980) és una política alemanya i membre del Bundestag des del 2017. Des del 12 de novembre de 2019 fins a l'octubre de 2023, va ser la copresidenta parlamentària de L'Esquerra juntament amb Dietmar Bartsch. L'octubre de 2023 va abandonar el partit al costat d'altres diputades com Sahra Wagenknecht per a fundar un nou partit. Mohamed Ali és la presidenta de l'associació Bündnis Sahra Wagenknecht que es va fundar per a preparar un nou partit el gener de 2024.

## Trajectòria
Amira Mohamed Ali va créixer al barri de Fuhlsbüttel. El seu pare és egipci i la seva mare és alemanya. Després de graduar-se a la Gelehrtenschule des Johanneums del barri de Winterhude l'any 1998, Mohamed Ali va estudiar Dret a les universitats de Heidelberg i Hamburg. Va treballar com a advocada i gestora per a un proveïdor d'automoció fins al 2017. És membre del sindicat IG Metall i de l'Associació Alemanya de Benestar Animal. Està casada i viu a Oldenburg des del 2005.
Mohamed Ali va ser membre de L'Esquerra a la Baixa Saxònia des del 2015. Es va presentar a un càrrec polític per primera vegada a les eleccions locals de 2016 com a número 2 de la llista pel districte electoral VI de la ciutat d'Oldenburg. En aquestes eleccions, L'Esquerra va aconseguir el seu millor resultat en unes eleccions locals des de la seva fundació.
Mohamed Ali es va presentar com a candidata per a la circumscripció electoral d'Oldenburg-Ammerland a les eleccions federals alemanyes de 2017. Va ser escollida número 5 a la llista estatal de la Baixa Saxònia i va ser elegida per al Bundestag. Va ser portaveu de dret dels consumidors i de protecció dels animals del grup parlamentari de L'Esquerra El 12 de novembre de 2019, va ser escollida com a successora de Sahra Wagenknecht i, juntament amb Dietmar Bartsch, com a copresidenta del grup parlamentari.